# اوه یون-کیونگ
اوه یون-کیونگ (انگلیسی: Oh Yoon-kyung; ۶ اوت ۱۹۴۱) بازیکن فوتبال اهل کره شمالی بود.
وی همچنین در تیم ملی فوتبال کره شمالی بازی کرده‌است.